# ترمجان الصخر
ترمجان الصخر (الاسم العلمي:Lagopus muta) (بالإنجليزية: Rock Ptarmigan)‏ هو نوع من الطيور يتبع جنس الترمجان من فصيلة التدرجية.